# .yt
.yt ist die länderspezifische Top-Level-Domain (ccTLD) des französischen Übersee-Départements Mayotte. Sie existiert seit dem 17. November 1997 und wird von der französischen Vergabestelle AFNIC verwaltet, die beispielsweise auch für .fr und .re verantwortlich ist. Nach einer öffentlichen Ausschreibung bestätigte das französische Ministerium für industriellen Wiederaufbau im Juli 2012 die Zusammenarbeit mit der AFNIC.

## Geschichte
Die Top-Level-Domain besaß zunächst strenge Vergabekriterien, sodass eine Konnektierung nicht nur für Ausländer praktisch nicht möglich war. Die Bedingungen der AFNIC wurden im Jahr 2004 erstmals liberalisiert, jedoch waren auch weiterhin ein Wohnsitz oder eine Niederlassung auf Mayotte notwendig. Schließlich ist es seit dem 6. Dezember 2011 jedermann auch ohne physische Präsenz im Land möglich, .yt-Domains zu registrieren.

## Eigenschaften
Eine .yt-Domain darf insgesamt zwischen drei und 63 Zeichen lang sein. Es werden nur alphanumerische Zeichen unterstützt, Sonderzeichen können nicht genutzt werden. Im Zuge der Registrierung ist die Angabe persönlicher Daten wie zum Beispiel Geburtstag und -ort erforderlich.

## Bedeutung
Seitdem die Registrierung der Top-Level-Domain am 6. Dezember 2011 für jedermann möglich ist, werden auch Internetseiten, die im Zusammenhang mit YouTube stehen, registriert, da YT für YouTube stehen kann.